# U–99
Koordináták: é. sz. 61° 00′ 00″, ny. h. 12° 00′ 00″61.000000°N 12.000000°W
Az U–99 az egyik legsikeresebb második világháborús német tengeralattjáró volt, amely alig egyéves pályafutása alatt elsüllyesztett 38 hajót, köztük három hadihajót, ötöt megrongált, egyet pedig legénysége elfoglalt. A búvárhajónak egyetlen parancsnoka volt, Otto Kretschmer korvettkapitány, aki mindenki másnál több szövetséges hajót küldött a tenger fenekére. Eredménye bruttó regisztertonnában kifejezve: 284 ezer 759. A tengeralattjáró 127 napot töltött a tengeren szövetséges hajókra vadászva. A 17 legnagyobb szövetséges kereskedelmi hajóból, amelyet német tengeralattjárók a második világháború alatt elsüllyesztettek, hármat az U–99 küldött hullámsírba. A búvárhajó emblémája egy aranypatkó volt.

## Pályafutása

### Első őrjárat
Az U–99 1940. június 18-án Kielből futott ki első harci küldetésére. Még az Északi-tengeren haladt, amikor a legénység egyik tagja megbetegedett, ezért Norvégia felé indult, hogy szárazföldre tegye a tengerészt. Június 21-én keresztezte a Scharnhorst csatacirkáló útvonalát, és a hadihajó felderítőgépe tévesen ellenséges tengeralattjáróként azonosította, majd megtámadta. Az U–99 periszkópja megrongálódott, ezért kénytelen volt Németországba visszafordulni. Két nappal később kétszer is bombázta a Brit Királyi Légierő a búvárhajót, amelynek megsérült az üzemanyagtartálya is, és emiatt olajcsíkot húzott maga után. Végül június 25-én érkezett meg Wilhelmshavenbe.

### Második őrjárat
A tengeralattjáró a javítások után, 1940. június 27-én futott ki Wilhelsmshavenből. Két nap múlva egy német repülőgép három bombát dobott rá az Északi-tengeren. A támadás miatt a búvárhajó túl gyorsan merült, és nekiütközött a tengerfenéknek. A kisebb károk ellenére folytatta útját Írország délnyugati vízei felé. Az U–99 július 5-18. között hét hajót süllyesztett el a területen.

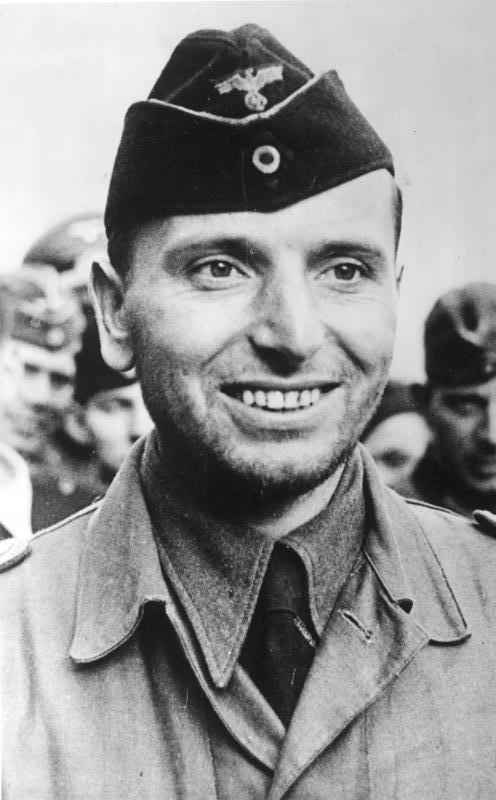
Otto Kretschmer kapitány

Első áldozata a Magog volt. A kanadai teherhajó a HX–52-es konvoj tagjaként fűrészárut szállított, amikor július 5-én 12.51-kor torpedó robbant a faránál. Húsz perccel később a tengeralattjáró felemelkedett a felszínre, és fedélzeti fegyveréből tüzet nyitott a sérült gőzösre. A 23 fős legénység elhagyta a hajót. Nyolc perccel délután kettő előtt az U–99 megtorpedózta a hajót, amely kettétört. Hátsó része elsüllyedt, de az első a víz felszínén maradt, és csak július 8-án feneklett meg. A németek kikérdezték a mentőcsónakban ülő tengerészeket, majd útjukra bocsátották őket. Később a Fidra nevű svéd halászhajó vette fedélzetére őket.
Július 7-én megtámadta a Manistee felfegyverzett brit kereskedelmi hajót, amely két lövegével viszonozta a tüzet, és menekülésre késztette az U–99-et. Másnap a tengeralattjáró megtorpedózta a Philadelphia felé tartó brit Sea Gloryt, amely kaolinitet szállított. A gőzös két perc alatt elsüllyedt, hullámsírba rántva a fedélzetén tartózkodó 29 embert. Ugyanezen a napon, kevéssel éjfél előtt az U–99 megtorpedózta a faárut szállító svéd Bissent. A legénység mentőcsónakokba szállt, őket egy óra múlva a HMS Broke romboló szedte fel. Másnap egy jóval nagyobb hajó, az 5758 bruttó regisztertonnás Humber Arm, a HX–53-as konvoj egyik egysége került sorra. A gőzös 5450 tonna újságpapírt, ezer tonna acélt és 3450 tonna faárut szállított. A hajó elsüllyedt, de legénységének valamennyi tagja túlélte a támadást. A konvoj kísérői üldözni kezdték a németeket, és a 14 órás hajsza során 107 mélységi bombát dobtak le.
Július 12-én hajnali 2.06-kor a tengeralattjáró megtorpedózott egy görög hajót, amely gabonát szállított az írországi Corkba. Az Ia hét perc alatt a tenger fenekére merült, egy tisztje és két matróza meghalt. Húsz órával később az U–99 rábukkant a kísérő nélkül hajózó észt Merisaarra, amely fűrészárut szállított New Orleansból Clyde-ba. Ötszáz méterről torpedót lőtt ki rá, de a viharos tenger miatt nem talált. A tengeralattjáró felemelkedett a felszínre, majd légvédelmi fegyverével megállásra kényszerítette a gőzöst. Miután a legénység elhagyta a hajót, a németek újabb torpedót lőttek ki, de az sem talált. A hullámok miatt a fedélzeti löveget nem lehetett használni, ezért Kretschmer arra utasította az észt legénységet, hogy szálljon vissza a Merisaarra, és hajózzon a német kézben lévő Bordeaux-ba. Az észt hajót három nap múlva egy német harcigép elpusztította.
Július 18-án a búvárhajó megtorpedózta a brit Woodburyt, amely Argentínából Manchesterbe tartott 3000 tonna marhahúskonzervvel, 2500 tonna búzával és 2500 tonna általános rakománnyal. A 35 fős legénységnek sikerült elhagynia a hajót. Később mindannyian elérték a szárazföldet. Az U–99 mindössze 25 napos küldetése július 21-én ért véget, amikor befutott a franciaországi Lorient-ba.

### Harmadik őrjárat
A búvárhajó 1940. július 25-én ismét kifutott, és Írországtól északnyugatra-nyugatra hét hajót süllyesztett el hat nap alatt. Összesen 57 890 bruttó regisztertonnát küldött hullámsírba, és pályafutásának ez lett a második legsikeresebb harci küldetése.
Július 28-án, három perccel reggel hat előtt, 120 kilométerre nyugatra-északnyugatra az ír Valentina-szigettől megtorpedózta a magányosan haladó Auckland Start. Az ausztráliai Townsville-ből Liverpoolba tartó brit hajó 10 700 tonna általános rakományt szállított. A hajó elsüllyedt, legénysége túlélte a katasztrófát. A tengeralattjáró észak felé haladt tovább, és másnap a tenger fenekére küldte a brit Clan Menziest, amely többek között gabonát, szárított gyümölcsöt és cinket szállított Angliába. A legénység 94 tagjából hat meghalt.
Az U–99 a következő napon két brit teherhajót süllyesztett el. Az elsőt, a magányosan haladó Jamaica Progresst kevéssel hajnali fél kettő után találta el, hatvan kilométerre délnyugatra a Külső-Hebridák legdélibb pontjától, Barra Headtől. A hajó 2179 tonna gyümölcsöt szállított Kingstonból Avonmouth-ba. A fedélzeten tartózkodók közül nyolcan meghaltak, a többiek túlélték a német akciót. A következő áldozat a Jersey City volt, amely az OB–191-es hajókaraván tagjaként tartott Baltimore felé. A torpedótalálat száz kilométerre északnyugatra a Tory-szigettől érte, két tengerésze meghalt. A többi 43 embert a Gloucester City nevű brit gőzös vette fedélzetére. A sikeres támadás után a konvoj kísérői húsz mélységi bombát dobtak a tengeralattjáróra, de az sértetlenül megúszta az akciót. Az  U–99 az este folyamán kétszer próbált meg felszíni támadást végrehajtani, de mindkét alkalommal szövetséges hidroplán bombázta, így kénytelen volt lemerülni.
A tengeralattjáró követte a nyugat felé tartó konvojt, és augusztus másodikán háromszor is lecsapott, de csak megrongálni tudta célpontjait. Első áldozata a norvég tanker, a Strinda volt, a hajókaraván legnagyobb, 10 973 tonnás tagja volt. A torpedó a hajó bal oldalába csapódott, és a robbanástól leálltak a motorok. A legénység mentőcsónakba szállt, és a közelben várakozott, amíg a kapitány és néhány tengerész újra beindította a gépeket, majd visszafordultak a legközelebbi kikötő felé. Hasonlóan járt a brit Lucerna és Alexia tanker is. Az előbbit a torpedótalálat után fedélzeti fegyvereivel próbálta elsüllyeszteni a tengeralattjáró. Az utóbbiból a Brit Királyi Haditengerészet később kísérő repülőgép-hordozót épített. A tengeralattjáró, miután valamennyi torpedóját kilőtte, visszatért lorient-i bázisára, ahova 1940. augusztus 5-én érkezett meg.

### Negyedik őrjárat

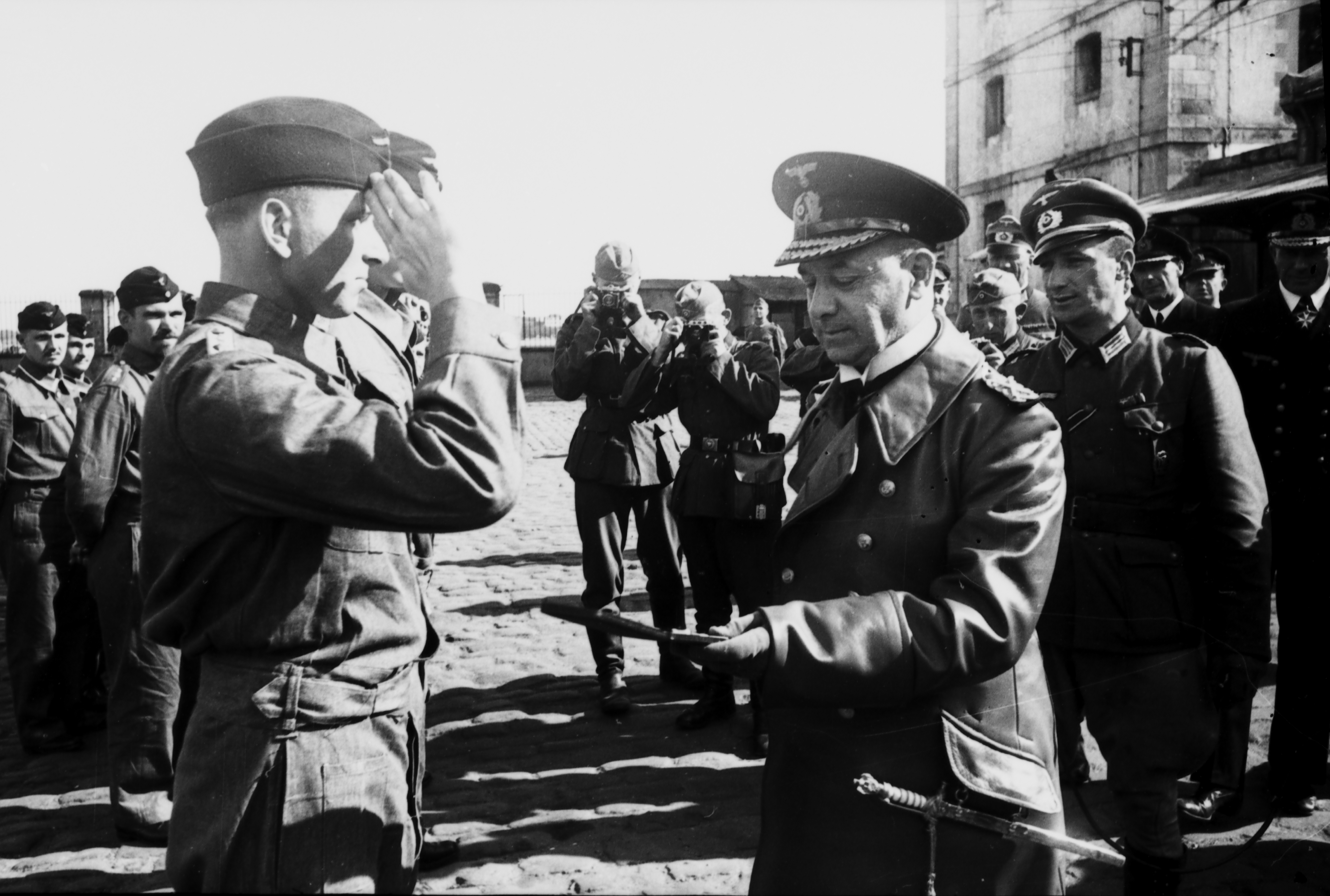
Erich Raeder (j) tengernagy kitünteti Otto Kretschmert

Következő, 22 napig tartó harci küldetésére 1940. szeptember 4-én futott ki a búvárhajó a franciaországi Lorient-ból. A vadászterület ismét az Atlanti-óceán északi része volt, Írországtól északra-északnyugatra. Az U–99 hét hajót – 25 925 bruttó regisztertonnát – süllyesztett el.
A tengeralattjáró szeptember 11-én Rockalltól 105 kilométerre délre megtorpedózta a brit Albionicot, amely 3500 tonna vasércet szállított Liverpoolba. A torpedó a gőzös bal oldalán, a híd alatt robbant, és olyan súlyos károkat okozott, hogy a hajó alig 20 másodperc alatt elmerült, a rajta tartózkodó 25 emberrel együtt. Négy nap múlva a kanadai Kenordoc következett, amely raktáraiban kétezer tonna fűrészáruval tartott Bristolba. A hajó elszakadt az SC–3 konvojtól, és kísérő nélkül haladt, és az U–99 fedélzeti lövegével nyitott rá tüzet. A kapitány és hat tengerész meghalt, a többiek mentőcsónakba szálltak. A menthetetlen Kenordocot végül a brit HMS Amazon romboló küldte hullámsírba.
Másnap az 1500 tonna fűrészárut szállító norvég Lotost, az SC–3 konvoj másik leszakadóját érte utol végzete, amikor a tengeralattjáró, 60 kilométerre nyugat-délnyugatra Rockalltól, megtorpedózta. A hajó kevesebb mint harminc perc alatt elmerült. A legénység valamennyi tagja túlélte a támadást.
Az U–99 szeptember 17-én, reggel fél kilenckor megtorpedózta, majd fedélzeti fegyvereivel elsüllyesztette a brit Crown Arunt, amely 2800 tonna faárut szállított Kanadából Hullba. A legénység valamennyi tagja túlélte a támadást. A hajó eredetileg Hannah Böge néven a német kereskedelmi flottába tartozott, de a háború kezdetét, 1939. szeptember 9-én a HMS Somali romboló az Atlanti-óceánon elfogta, és Nagy-Britanniába kísérte.
Szeptember 21-én az Invershannon tanker következett, amely Curaçaóból 13 241 tonna üzemanyagot szállított Scapa Flow-ba, a brit haditengerészetnek. A hajót két torpedóval süllyesztette el a tengeralattjáró. A legénység 16 tagja életét vesztette, a többieket a HMS Flamingo vette fedélzetére. Ugyanezen a napon a HX–72-es konvoj két másik hajójával is végzett az U–99. Először az 5450 tonna vasércet szállító brit Baron Blythswood következett, amely a torpedótalálatot követő 40 másodpercen belül elmerült, magával rántva a 35 fős legénységet. Ezután a Belfastba tartó Elmbanket érte utol végzete. Hajnali háromnegyed ötkor torpedó találta el a teherszállítót, amely ezért leszakadt a konvojtól. Egy órával később az U–99 felemelkedett a felszínre, és fedélzeti lövegéből lőni kezdte a hajót. Később az U–47 is csatlakozott hozzá, és a brit hajó kigyulladt. Végül az U–99 újabb torpedót lőtt az Elmbankbe, amely elmerült. Az 56 tagú legénység két tagja meghalt. A tengeralattjáró  1940. szeptember 25-én befutott Lorient-ba. Két nap múlva szövetséges repülők bombázták a bázist, és a közelben robbanó bombák által szétvetett törmelékek megrongálta a búvárhajót.

### Ötödik őrjárat
Az U–99 következő harci küldetése 1940. október 13-án kezdődött, és mindössze tíz napig tartott. Ezalatt a tengeralattjáró hat hajót elsüllyesztett, egyet megrongált. Eredménye bruttó regisztertonnában kifejezve: 30 520.
A tengeralattjáró Skóciától nyugatra vadászott. Mind a hét áldozata az SC–7 konvojhoz tartozott, és alig hat óra telt el első és utolsó támadása között. Október 18-án este 10 órakor megtorpedózta a brit Empire Minivert, amely 4500 tonna nyersvassal és 6200 tonna acéllal tartott Newportba. A legénység három tagja meghalt. Másfél óra múlva az 5426 tonna ként szállító görög Niritos, majd éjfél előtt öt perccel a fűrészáruval, acéllal, repülőalkatrészekkel megrakott Fiscus következett. A görög hajó legénységéből csak egy ember halt meg, a Fiscuséból viszont csak egy élte túl a támadást. Őt az U–99 egy későbbi áldozata, a Snefjeld mentőcsónakja halászta ki.
Október 19-én, kevéssel hajnali fél kettő után a tengeralattjáró megtorpedózta az acélt, vasötvözetet és vörösrezet szállító Empire Brigade-et, 150 kilométerre kelet-délkeletre Rockalltól. A fedélzeten tartózkodók közül hatan meghaltak, a többieket a HMS Fowey vette fedélzetére. Alig húsz perc múlva az U–99 a görög Thaliát küldte hullámsírba. A Kanadából acélt, ólmot és cinket szállító gőzös 40 másodperc alatt elmerült, a 26 fős legénységből csak négyen élték túl a támadást. A konvoj egyik hajója, a norvég Snefjeld három mentőcsónakot eresztett le, hogy felszedjék a görög gőzös túlélőit. Miután megtalálták a négy matrózt, megkezdték a mentőcsónakok felemelését, de a manőver közben az U– 99 őket is megtorpedózta. A Snefjeld tengerészei elhagyták a hajót, amely egy óra múlva kettétört. A norvég hajó teljes legénysége túlélte a német akciót.
Kettő perccel hajnali négy előtt a tengeralattjáró megtorpedózta utolsó aznapi áldozatát, a brit Clintoniát. A hajó nem süllyedt el, csak megsérült. Egy óra múlva azonban az U–123 fedélzeti lövegével hullámsírba küldte. Legénysége túlélte a hajó pusztulását. Az U–99 október 22-én futott be Lorient-ba.

### Hatodik őrjárat
A tengeralattjáró 1940. október 30-án futott ki következő járőrútjára, amely ismét csak tíz napig tartott. Ezalatt négy hajót süllyesztett el Írország partjaitól északnyugatra, köztük a 18 724 tonnás HMS Laurenticet, amely a tizedik legnagyobb kereskedelmi hajó volt, amelyet német tengeralattjárók a háborúban megsemmisítettek. A négy hajó összességében 42 407 bruttó regisztertonnát jelentett.
November 3-án 21 óra 40-kor az U–99 lecsapott a magányosan haladó Casanare brit gőzhajóra, amely 1500 tonna banánnal tartott Kamerunból Nagy-Britanniába. A legénység kilenc tagja meghalt, a többi 54-et a HMS Beagle vette fedélzetére. A Casanare vészjelét két felfegyverzett kereskedelmi hajó is vette, és nem sokkal később az U–99 történetének legdrámaibb csatája bontakozott ki.
A gőzös segítségére érkezett a HMS Laurentic, amely korábban a Cunard White Star társaság óceánjárója volt. Az óriáshajót 1939. augusztus 26-án vette át a haditengerészet. Tíz perccel este 11 előtt a tengeralattjáró 1500 méterről megtorpedózta a hajót. A torpedó a gépháznál robbant. Negyven perc múlva újabb torpedó találta el a HMS Laurenticet, de a fegyver besült. Kilenc perc múlva az U–99 mindössze 250 méterről újabb torpedót lőtt a brit hajóra, amely az első találat által ütött lékben robbant. A HMS Laurantic megfigyelői megpillantották a tengeralattjárót, és a lövegkezelők lőni kezdték a búvárhajót, és Kretschmeréknek menekülniük kellett. Eközben a helyszínre érkezett a HMS Patroclus óceánjáró, amelyet szintén besoroztak és felfegyvereztek a háború elején. A hajó megfigyelői nem vették észre a tőlük alig 300 méterre úszó tengeralattjárót, és ahelyett, hogy bekapcsolódtak volna a harcba, megkezdték a HMS Laurentic túlélőinek felszedését. Éjfél után két perccel  a tengeralattjáró megtorpedózta a HMS Patroclust is, majd két újabb torpedót küldött bele. Kevéssel hajnali egy óra előtt fedélzeti fegyverével is tüzet nyitott a süllyedő hajóra. Az U–99 végül egyik negyedik torpedótalálatot is elért. Kretschmer felhívta a hídra a tengeralattjáró mozigépészét, hogy készítsen felvételt a brit hajók által kilőtt világítórakéták fényében a süllyedő HMS Laurenticről.
A tengeralattjáró, miközben a legénység megkezdte a torpedóvető-csövek újratöltését, a korábban eltalált Casanarét kereste. A hajót nem találta, csak két mentőcsónakra bukkant. Kikérdezték a túlélőket, majd hirtelen merülniük kellett, mert feltűnt egy Sunderland típusú hidroplán. Négy óra 53 perckor az U–99 megadta a kegyelemdöfést a HMS Laurenticnek. A mindössze 250 méterrel indított torpedó a mélységi bombák tárolására szolgáló raktárba csapódott, és a hatalmas robbanás nyomán a hajó percek alatt elsüllyedt. Legénységéből 49 ember meghalt. Egy romboló észrevette a tengeralattjárót, és elindult felé, de a németeknek még maradt idejük arra, hogy egy ötödik és egy hatodik torpedót lőjenek a HMS Patroclusba. Az utolsó torpedó kettétörte a hajót, amely 56 tengerészt rántott hullámsírba. Ezek után a HMS Hesperus megtámadta a búvárhajót, de rövid üldözés után inkább a túlélők mentésével foglalkozott.
November 4-én a német főparancsnokság bejelentette, hogy Otto Kretschmer kapitány megkapta a Lovagkereszt tölgyfalombokkal és kardokkal ékesített változatát is, miután elsüllyesztett hajói vízkiszorítása átlépte a 200 000 bruttó regisztertonnát. Adolf Hitler táviratban gratulált a parancsnoknak.
November 15-én a tengeralattjáró egyetlen torpedóval elsüllyesztette a háromezer tonna dízel és hatezer tonna tengerészeti fűtőolajt szállító Scottish Maident. A legénység 16 tagja meghalt, 28 túlélte a támadást. Az U–99, habár elfogytak a torpedói, egy ideig követte a konvojt, és többször jelentett annak helyzetéről, hogy más német búvárhajók megtámadhassák. Miután a HMS Beagle megtámadta, a tengeralattjáró Lorient felé indult, ahová november 8-án érkezett meg.

### Hetedik őrjárat
A búvárhajó 1940. november 27-én futott ki hetedik harci küldetésére. Ismét az Írországtól nyugatra eső vizeken cserkészett, és a 16 napos út során négy hajót – 34 291	bruttó regisztertonnát – küldött hullámsírba.
1940. december 2-án a tengeralattjáró megtorpedózta a HMS Forfart, egy 16 402 tonnás felfegyverzett óceánjárót, amelyet 1939. szeptember 4-én sorozott be a brit haditengerészet. Az U–99 ezután további négy torpedót lőtt a hajóra, amely 172 tengerésszel süllyedt el. A támadást 21-en élték túl. A HMS Forfar a 17. legnagyobb kereskedelmi hajó volt, amelyet német tengeralattjárók hullámsírba küldtek a második világháborúban.
December 2-án a tengeralattjáró megpillantotta a konvojától leszakadva haladó új-zélandi Samnanger gőzöst. Az U–99 követte a hajót, majd megtorpedózta. Miután a legénység elhagyta a teherszállítót, a németek a tengeralattjáró fedélzeti lövegével elsüllyesztették azt. A harminctagú legénység soha nem ért partot. Másnap az U–99 megtámadta a brit Conch tankert, amely 11 214 tonna fűtőolajat szállított az Admiralitásnak Trinidadból. A hajót korábban az U–47 már eltalálta, ezért leszakadt a HX–90-es konvojtól. Később az U–95 négy torpedót lőtt ki, amelyek közül kettő talált. A legénység elhagyta a hajót, amelyet végül az U–99 küldött a tenger fenekére. A támadásokat a teljes legénység túlélte.
December 7-én éjszaka a tengeralattjáró megtorpedózta a holland Farmsum teherhajót, amely szenet szállított Buenos Airesbe. A hajó három találatot kapott. A legénységből 16-an meghaltak, 15-en túlélték a támadást. Az U–99 Franciaország felé fordult, és december 12-én kötött ki Lorient-ban.

### Nyolcadik őrjárat
Utolsó bevetésére 1941. február 22-én indult az U–99. Habár a járőrút a búvárhajó pusztulásával záródott, ez volt a tengeralattjáró legsikeresebb akciója. A  tengeren töltött 24 nap alatt hét hajót elsüllyesztett, egyet megrongált. Összességében 71 ezer 25 tonnányi hajókapacitást tett harcképtelenné.
1941. március 7-én a tengeralattjáró megtámadta a Feröertől délnyugatra hajózó brit Terje Vikent, korának legnagyobb, 20 ezer 638 tonnás bálnafeldolgozó hajóját. A hatalmas hajó az OB–293-as konvoj tagjaként haladt, amikor az U–47 két torpedója eltalálta. Később torpedókat lőtt ki rá az U–70 is, azok azonban nem találtak. Végül az U–99 is eltalálta. A robbanás után a legénység elhagyta a hajót, később azonban visszatértek, hogy megpróbálják megmenteni. Erőfeszítésük nem járt sikerrel. A Terje Viken a negyedik legnagyobb kereskedelmi hajó volt, amelyet német tengeralattjárók a második világháborúban elsüllyesztettek. Ezen a napon a búvárhajó elpusztította a brit Athelbeach tankert is, amely New Yorkba tartott. A hajót korábban az U–70 is eltalálta. Az U–99 torpedója után a legénység elhagyta a tankert, heten meghaltak, a többi 37 tengerészt a HMS Camellia vette fedélzetére.
Március 16-án az U–99 a HX–112-es konvoj támadta, és öt hajót elsüllyesztett, egyet megrongált. Első áldozata a svéd Korshamn volt, amely a kanadai Halifaxből tartott Liverpoolba 7979 tonna általános rakománnyal. A 36 fős legénység 24 tagja életét vesztette. A tengeralattjáró elsüllyesztette az acélt és újságpapírt szállító kanadai J. B. White-ot, a Beduin nevű norvég tankert, a brit Venetiát, rakterében 7052 tonna kukoricával és a norvég Ferm tankhajót. A négy hajó legénységéből hatan vesztették életüket. Az U–99 megtorpedózta a brit Franche Comte tankert is, amely azonban úszóképes maradt.

## Az U–99 pusztulása

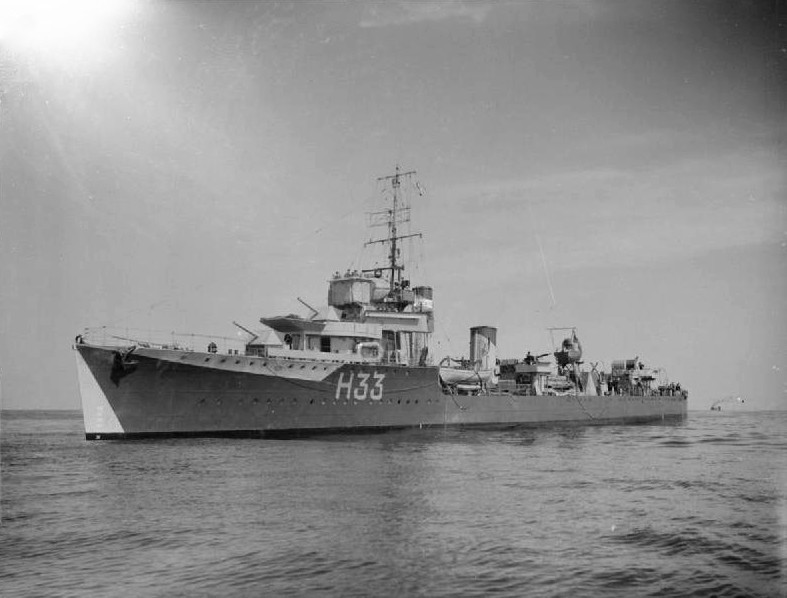
A HMS Vanoc

Mivel a tengeralattjárónak nem maradt torpedója, a kapitány úgy döntött, elindulnak franciaországi bázisuk felé. A felszínen haladó búvárhajó március 17-én hajnali fél négy körül meglátott egy közeledő rombolót, ezért a mélybe merült. A hadihajó a HMS Walker volt, amely a HMS Vanocot fedezte, amely az egyik legsikeresebb német tengeralattjáró, az U–100 túlélőit vette fel. Három óra 37-kor a szonár jelzései alapján a HMS Walker kapitánya támadást rendelt el. Az U–99 legénysége hallotta, ahogy a romboló áthaladt felettük, majd hat mélységi bomba robbant. A 120 méter mélyen haladó németek úgy érezték, hogy a detonációk alattuk következtek be. A búvárhajó ezután 140 méterre, majd a kapitány későbbi elmondása szerint 180 méterre süllyedt. Ekkor víz ömlött a hajótestbe, és az U–99 hirtelen emelkedni kezdett. Három óra 50-kor a búvárhajó már a felszínen volt. Kretschmer úgy döntött, megpróbálnak egérutat nyerni a felszínen, de sem a vezérlés, sem az elektromos motorok nem működtek, és az üzemanyagtartály is megsérült.
A legénység felvette a mentőmellényeket, és kimászott a tengeralattjáróból. Három óra 52 perckor a HMS Walker észlelte a tengeralattjárót, és a HMS Vanockal együtt tüzet nyitott rá, de két perc múlva beszüntették a támadást, amikor újabb búvárhajót észleltek a rombolók fedélzetéről. Kretschmer közölte a legénységgel, hogy hajójuk süllyed. Az első tiszt és a főgépész úgy becsülték, hogy a tengeralattjáró még 10-15 percig a felszínen marad, és megkezdték a szelepek kinyitását, hogy a hajó biztosan elsüllyedjen. Az első tiszt a hajó orrába ment, de amikor hallotta, hogy víz folyik be a toronyból, kimászott a felszínre. Mivel az U–99 nem süllyedt elég gyorsan, és attól tartottak, hogy a britek elfoglalják, a főgépész ismét visszamászott a hajótestbe, hogy kitárjon egy fedélzeti nyílást. A hajó ekkor gyorsan merülni kezdett, és a főgépész már nem tudott kimenekülni.
A hajó parancsnoka négyszavas üzenetet küldött a német főparancsnokságnak az U–99 elsüllyedése előtt: mélységi bombák – elfogva – Heil Hitler – Kretschmer. A legénységből egy tiszt és két tengerész meghalt, öt tisztet és 35 tengerészt a HMS Walker vett fedélzetére. A németek a romboló kantinjában együtt étkeztek az általuk elsüllyesztett J. B. White túlélőivel.

## Kapitány
| Név             | Kezdőnap          | Zárónap           |
| --------------- | ----------------- | ----------------- |
| Otto Kretschmer | 1940. április 18. | 1941. március 17. |

## Őrjáratok
| Indulás       | Indulónap           | Érkezés       | Zárónap              |
| ------------- | ------------------- | ------------- | -------------------- |
| Kiel          | 1940. június 18.    | Wilhelmshaven | 1940. június 25.     |
| Wilhelmshaven | 1940. június 27.    | Lorient       | 1940. július 21.     |
| Lorient       | 1940. július 25.    | Lorient       | 1940. augusztus 5.   |
| Lorient       | 1940. szeptember 4. | Lorient       | 1940. szeptember 25. |
| Lorient       | 1940. október 13.   | Lorient       | 1940. október 22.    |
| Lorient       | 1940. október 30.   | Lorient       | 1940. november 8.    |
| Lorient       | 1940. november 27.  | Lorient       | 1940. december 12.   |
| Lorient       | 1941. február 22.   | *             | 1941. március 17.    |

* A tengeralattjáró nem érte el úti célját, elsüllyesztették

## Elsüllyesztett és megrongált hajók
| Dátum                | Hajó neve        | Nemzetisége        | Brt    | Konvoj |
| -------------------- | ---------------- | ------------------ | ------ | ------ |
| 1940. július 5.      | Magog            | Kanada             | 2053   | HX-52  |
| 1940. július 7.      | Bissen           | Svédország         | 1514   |        |
| 1940. július 7.      | Sea Glory        | Egyesült Királyság | 1964   |        |
| 1940. július 8.      | Humber Arm       | Egyesült Királyság | 5758   | HX-53  |
| 1940. július 12.     | Ia               | Görögország        | 4860   |        |
| 1940. július 12.     | Merisaar*        | Észtország         | 2136   |        |
| 1940. július 18.     | Woodbury         | Egyesült Királyság | 4434   |        |
| 1940. július 28.     | Auckland Star    | Egyesült Királyság | 13 212 |        |
| 1940. július 29.     | Clan Menzies     | Egyesült Királyság | 7336   |        |
| 1940. július 31.     | Jamaica Progress | Egyesült Királyság | 5475   |        |
| 1940. július 31.     | Jersey City      | Egyesült Királyság | 6322   | OB-191 |
| 1940. augusztus 2.   | Alexia**         | Egyesült Királyság | 8016   | OB-191 |
| 1940. augusztus 2.   | Lucerna**        | Egyesült Királyság | 6556   | OB-191 |
| 1940. augusztus 2.   | Strinda**        | Norvégia           | 10 973 | OB-191 |
| 1940. szeptember 11. | Albionic         | Egyesült Királyság | 2468   |        |
| 1940. szeptember 15. | Kenordoc         | Kanada             | 1780   | SC-3   |
| 1940. szeptember 16. | Lotos            | Norvégia           | 1327   | SC-3   |
| 1940. szeptember 17. | Crown Arun       | Egyesült Királyság | 2372   | HX-71  |
| 1940. szeptember 21. | Baron Blythswood | Egyesült Királyság | 3668   | HX-72  |
| 1940. szeptember 21. | Elmbank          | Egyesült Királyság | 5156   | HX-72  |
| 1940. szeptember 21. | Invershannon     | Egyesült Királyság | 9154   | HX-72  |
| 1940. október 18.    | Empire Miniver   | Egyesült Királyság | 6055   | SC-7   |
| 1940. október 18.    | Fiscus           | Egyesült Királyság | 4815   | SC-7   |
| 1940. október 18.    | Niritos          | Görögország        | 3854   | SC-7   |
| 1940. október 19.    | Clintonia*       | Egyesült Királyság | 3106   | SC-7   |
| 1940. október 19.    | Empire Brigade   | Új-Zéland          | 5154   | SC-7   |
| 1940. október 19.    | Snefjeld         | Norvégia           | 1643   | SC-7   |
| 1940. október 19.    | Thalia           | Görögország        | 5875   | SC-7   |
| 1940. november 3.    | Casanare         | Egyesült Királyság | 5376   |        |
| 1940. november 3.    | HMS Laurentic*** | Egyesült Királyság | 18 724 |        |
| 1940. november 4.    | HMS Patroclus*** | Egyesült Királyság | 11 314 |        |
| 1940. november 5.    | Scottish Maiden  | Egyesült Királyság | 6993   | HX-83  |
| 1940. december 2.    | HMS Forfar***    | Egyesült Királyság | 16 402 | HX-90  |
| 1940. december 2.    | Samnanger        | Új-Zéland          | 4276   | OB-251 |
| 1940. december 3.    | Conch            | Egyesült Királyság | 8376   | HX-90  |
| 1940. december 7.    | Farmsum          | Hollandia          | 5237   | OB-252 |
| 1941. március 7.     | Athelbeach       | Egyesült Királyság | 6568   | OB-293 |
| 1941. március 7.     | Terje Viken      | Egyesült Királyság | 20 638 | OB-293 |
| 1941. március 16.    | Beduin           | Új-Zéland          | 8136   | HX-112 |
| 1941. március 16.    | Ferm             | Új-Zéland          | 6593   | HX-112 |
| 1941. március 16.    | Franche Comte**  | Egyesült Királyság | 9314   | HX-112 |
| 1941. március 16.    | J.B. White       | Kanada             | 7375   | HX-112 |
| 1941. március 16.    | Venetia          | Egyesült Királyság | 5728   | HX-112 |
| 1941. március 16.    | Korshamn         | Svédország         | 6673   | HX-112 |

* A hajót csak elfoglalták a németek

**A hajó nem süllyedt el, csak megrongálódott

*** Hadihajó

## Média
Korabeli német híradórészlet az U–99-ről